# Bailliage de Thonon
1536–1567
Entités précédentes :
- Duché de Savoie

Entités suivantes :
- Duché de Savoie

Le bailliage de Thonon est un des bailliages bernois après conquête du nord du duché de Savoie par les Bernois et les Valaisans, situé dans l'actuel département de la Haute-Savoie en France. Il est créé en 1536 et est rendu à la maison de Savoie en 1567.

## Histoire
En 1475, Berne conquit une partie du bailliage du Chablais appartenant au duché de Savoie et forma le gouvernement d'Aigle. Au XVIe siècle, la cité de Genève, passée au protestantisme, se sent menacée par les comtes de Savoie. En 1536 Berne intervient pour aider la cité de Calvin, les Bernois et les Valaisans s'emparent alors du reste du bailliage. 
Cette partie du Chablais occidental, tout comme le Bas-Genevois voisin, est occupé par les Bernois entre 1536 et 1567,. Thonon, pour le Chablais occidental, et Ternier, pour le Bas-Genevois, deviennent le centre d'un bailliage,. Les Valaisans occupant le reste du bailliage du Chablais, la Dranse marque alors la frontière entre le bailliage bernois de Thonon et les gouvernements valaisans d'Evian (excepté Maxilly, le seigneur ayant déjà prêté serment à Berne), de Saint-Jean-d'Aulps et de Monthey. Durant cette période Thonon passa au protestantisme.
Berne rend les bailliages en 1567, après la ratification du traité de Lausanne (1564),.